# Wieland
Wieland ist ein männlicher Vorname und Familienname.

## Herkunft und Bedeutung
Wieland ist die neuhochdeutsche Variante (althochdeutsch Wiolant) eines germanischen Heroennamens, der daneben als altnordisch Völundr und altenglisch Wēland bezeugt ist und einen mythischen Schmied bezeichnet (Wieland der Schmied). Der Name selbst wird auf altnordisch vél „Kunst, Kunstgriff, List“ zurückgeführt und genauer als Partizip Präsens des zugehörigen Verbs véla „auf kunstvolle Weise herstellen, täuschen, betrügen“ aufgefasst. Er bedeutet daher „der kunstvoll Verfertigende, Täuschende“.
Auch der Familienname scheint auf den Namen des mythischen Schmieds zurückzugehen, dessen Sage wohl noch im 14. Jahrhundert lebendig war und durch Personennamen wie Wieland der Schmied (Freiburg 1341) oder Meister Wieland (Erbauer der Liegnitzer Peter-und-Paul-Kathedrale, 1333) belegt ist. Plausibel wird so die Auffassung als Berufsname des Schmiedes.

## Namensträger

### Vorname
- Wieland Backes (* 1946), deutscher Fernsehjournalist und Moderator
- Wieland Beust (1968–1999), deutscher Kampfsportler
- Wieland Bruch (* 1961), deutscher Großmeister für Schachkomposition
- Wieland Elfferding (* 1950), deutscher Autor und Publizist
- Wieland Förster (* 1930), deutscher bildender Künstler und Schriftsteller
- Wieland Freund (* 1969), deutscher Autor und Journalist
- Wieland Giebel (* 1950), deutscher Autor, Herausgeber und Verleger
- Wieland Held (1939–2003), deutscher Historiker
- Wieland Herold (1950–2022), deutscher Lehrer, Spielexperte und Spielekritiker
- Wieland Herzfelde (1896–1988), deutscher Publizist
- Wieland Jäger (* 1944), deutscher Soziologe
- Wieland Kiess (* 1958), deutscher Kinderarzt und Hochschullehrer
- Wieland Krause (* 1956), deutscher Künstler
- Wieland Kuijken (* 1938), belgischer Viola da gamba-Spieler und Cellist
- Wieland Meinhold (* 1961), deutscher Organist
- Wieland Möller (* 1982), deutscher Jazzmusiker und Klangkünstler
- Wieland Niekisch (* 1957), deutscher Politiker (CDU)
- Wieland Rose (1959–2007), deutscher Politiker (CDU)
- Wieland Satter (* 1968), deutscher Opern- und Konzertsänger (Bassbariton)
- Wieland Schinnenburg (* 1958), deutscher Politiker (FDP)
- Wieland Schmidt (1904–1989), deutscher Germanist und Bibliothekar
- Wieland Schmidt (* 1953), deutscher Handballtorwart
- Wieland Schmied (1929–2014), österreichischer Kunsthistoriker, Kunstkritiker, Literaturwissenschaftler und Schriftsteller
- Wieland Schmiedel (1942–2021), deutscher Bildhauer
- Wieland Sorge (* 1939), deutscher Politiker (SPD)
- Wieland Speck (* 1951), deutscher Theaterwissenschaftler und Programmleiter bei der Berlinale
- Wieland Wagner (1917–1966), deutscher Opernregisseur und Bühnenbildner
- Wieland Wagner (* 1959), deutscher Journalist
- Wieland Wünsche (* 1955), ehemaliger Fußballspieler des DDR-Fußballspielbetriebs
- Wieland Zademach (1943–2015), deutscher evangelisch-lutherischer Theologe, Autor und Kommunalpolitiker
- Wieland Ziller (* 1952), deutscher Fußballschiedsrichter

## Sagengestalten
- Wieland der Schmied, Gestalt der germanischen Mythologie

## Familienname
Der bekannteste Namensträger in der Geschichte der deutschen Literatur ist der Dichter, Übersetzer und Herausgeber Christoph Martin Wieland (1733–1813).

### A
- A. Robert Wieland (August Robert Wieland; 1862–1940), deutscher Strumpfwarenfabrikant
- Adam Wieland (1856–1908), preußischer Landrat und Oberregierungsrat
- Alexander Wieland (* 1971), deutscher parteiloser Kommunalpolitiker
- Alfred Rudolf Wieland (1869–1959), Schweizer Notar, Bankier und Politiker
- Almut Wieland-Karimi (* 1965), deutsche Orientalistin
- Andreas Wieland (* 1983), österreichischer Fußballspieler und -trainer
- Arnold Wieland (Othmar Wieland; * 1940), italienischer Theologe, Hochmeister des Deutschen Ordens

### B
- Bernd Wieland (1960–2019), deutscher Motorjournalist
- Bernhard Wieland (* 1952), deutscher Verkehrsökonom

### C
- Carl Wieland (Rechtswissenschaftler) (1864–1936), Schweizer Rechtswissenschaftler
- Carl Heinrich Wieland (1801–1874), deutscher Porträtmaler und Fotograf
- Carsten Wieland (Autor) (* 1971), deutscher Sachbuchautor und Politikberater
- Carsten Uwe Wieland (1965–2024), deutscher Grafikdesigner, Spiele-Erfinder, Autor und Maler
- Christian Wieland (* 1969), deutscher Historiker
- Christoph Wieland (* 1984), Schweizer Unternehmer, Jurist und Politiker (FDP)
- Christoph Martin Wieland (1733–1813), deutscher Dichter, Übersetzer und Herausgeber
- Claudia Wieland (* 1984), deutsche Kunstradfahrerin
- Columban von Wieland (1735–1787), salzburgischer römisch-katholischer Geistlicher

### D
- Deba Wieland (1916–1992), deutsche Journalistin
- Dieter Wieland (Schauspieler) (1929–1983), deutscher Schauspieler und Regisseur
- Dieter Wieland (Maler) (* 1936), deutscher Theater- und Dekorationsmaler
- Dieter Wieland (* 1937), deutscher Dokumentarfilmer
- Dirk Müller-Wieland (* 1959), deutscher Internist, Endokrinologe, Diabetologe und Verbandsfunktionär

### E
- Emil Wieland (1867–1947), Schweizer Pädiater und Hochschullehrer
- Ernst Wieland (Apotheker) (1861–1946), deutscher Apotheker
- Ernst Wieland (1880–1936), deutscher Kunsthistoriker, Literaturwissenschaftler und Schriftsteller, siehe Walther Eggert-Windegg
- Ernst Karl Wieland (1755–1828), deutscher Philosoph und Historiker

### F
- Felix Wieland (* 1948), deutscher Biochemiker
- Franz Wieland (1850–1901), Vorsitzender des Bayerischen Bauernbundes, bayerischer Landtagsabgeordneter
- Franz Wieland (1872–1957), deutscher Kirchenhistoriker und Bibliothekar
- Friedemann Johannes Wieland (* 1969), seit 2010 Erster Organist und Kantor am Ulmer Münster
- Friedrich Wieland (1904–2004), Präsident der Versorgungsanstalt des Bundes und der Länder von 1956 bis 1967
- Fritz Wieland (1875–1947), deutscher Unternehmer und Firmengründer (Wieland Electric)
- Fritz Rieter-Wieland (1887–1970), Schweizer Offizier und Herausgeber

### G
- Gabriele Wieland (* 1960), deutsche Politikerin (CDU), MdL
- Georg Wieland (* 1937), deutscher Philosoph und Theologe
- Georg Wieland (Politiker) (1842–1923), deutscher Schreinermeister und Mitglied des Deutschen Reichstags
- George Reber Wieland (1865–1953), US-amerikanischer Paläontologe
- Gernot Rudolf Wieland (* 1946), kanadischer Mediävist
- Gregor Wieland (* 1944), Schweizer Fachdidaktiker für Mathematik
- Guido Wieland (1906–1993), österreichischer Schauspieler
- Günter Wieland (* 1925), deutscher Autor
- Günther Wieland (1931–2004), deutscher Staatsanwalt

### H
- Hannelore Faulstich-Wieland (* 1948), deutsche Erziehungswissenschaftlerin
- Hans Wieland (Offizier) (1825–1864), Schweizer Berufsoffizier
- Hans Wieland (Philologe) (1924–2010), deutscher Klassischer Philologe
- Hans Wieland (Sportwissenschaftler) (1934–2016), deutscher Sportwissenschaftler
- Hans Wieland (Skibergsteiger), österreichischer Skibergsteiger
- Hans Beat Wieland (1867–1945), Schweizer Maler
- Hans-Joachim Wieland (* 1963), deutscher Verleger (Wieland Verlag)
- Hanspeter Wieland (* 1948), deutscher Dichter
- Heinrich Wieland (Offizier) (1822–1894), Schweizer Offizier
- Heinrich Wieland (1877–1957), deutscher Chemiker, Nobelpreis für Chemie 1927
- Heinrich Wieland (Politiker) (1907–1980), deutscher Politiker (KPD/SED)
- Hermann Wieland (1870–1946), deutscher Lehrer; antisemitischer, verschwörungstheoretischer Publizist, siehe Karl Weinländer
- Hermann Wieland (1885–1929), deutscher Pharmakologe

### J
- Jan Wieland (* 1978), deutsch-finnischer Basketballspieler
- Joachim Wieland (* 1951), deutscher Rechtswissenschaftler
- Johann Wieland (Manager) (* 1925), deutscher Versicherungsmanager
- Johann Wieland (Skibergsteiger) (* 1972), österreichischer Skibergsteiger
- Johann Fidel Wieland (1755–1814), badischer Verwaltungsbeamter und Jurist
- Johann Georg Wieland (1742–1802), deutscher Bildhauer
- Johann Heinrich Wieland (1758–1838), Schweizer Politik
- Johann Jakob Wieland (1783–1848), Schweizer Politiker und Industrieller
- Johannes Wieland (Militärschriftsteller) (1791–1832), Schweizer Offizier und Militärschriftsteller
- Johannes Wieland (Tänzer) (* 1967), deutscher Tänzer und Choreograf
- Josef Wieland (* 1951), deutscher Wirtschaftsethiker
- Joseph Fidel Wieland (1797–1852), deutsch-schweizerischer Arzt und Politiker, Landammann Aargau, Tagsatzungsgesandter
- Joseph Fridolin Wieland (1804–1872), deutsch-schweizerischer Arzt und Politiker, Grossrat Aargau
- Joyce Wieland (1931–1998), kanadische avantgardistische Filmregisseurin, Experimental-Filmemacherin und Mixed-Media-Künstlerin
- Jürgen Wieland (* 1936), deutscher Politiker (SPD), Oberbürgermeister von Hamm

### K
- Kai Wieland (* 1989), deutscher Autor
- Karin Wieland (* 1958), deutsche Autorin
- Karl Wieland (1903–1991), Schweizer Physiker und Chemiker, Hochschullehrer für Physikalische Chemie
- Karl Dietrich Wieland (1830–1894), Schweizer Historiker und Basler Ratsherr
- Károly Wieland (1934–2020), ungarischer Kanute
- Konstantin Wieland (1877–1937), deutscher Geistlicher und Jurist
- Kurt Müller-Wieland (* 1933), deutscher Internist und Hochschullehrer

### L
- Leo Wieland (* 1950), deutscher Journalist
- Leonie Wieland (* 2002), Schweizer Unihockeyspielerin
- Lothar Wieland (1952–2021), deutscher Historiker
- Louise Wieland (* 2000), deutsche Leichtathletin
- Ludwig Wieland (Autor) (1777–1819), deutscher Autor, Bibliothekar und Herausgeber
- Ludwig Wieland (Politiker) (1901–1988), deutscher Politiker (KPD), MdL Württemberg-Hohenzollern
- Luise Wieland (1909–1965), deutsche Politikerin (SPD)

### M
- Marcus Wieland (* 1974), deutscher Fußballspieler
- Markus Wieland (* 1976), deutscher Eishockeyspieler und -trainer
- Martin Wieland (* 1945), deutscher Toningenieur
- Melchior Wieland (1519/1520–1589), deutscher Arzt, Botaniker und Reisender
- Michael Wieland (1831–1910), deutscher katholischer Geistlicher, Heimatforscher und Kirchenhistoriker

### N
- Nick Wieland (* 1988), deutscher American-Football-Spieler

### O
- Otto Wieland (1920–1998), deutscher Arzt und Hochschullehrer

### P
- Patrick Wieland (* 1969), deutscher Gitarrist, Songwriter und Produzent
- Paul Wieland (* 1962), US-amerikanischer Geschäftsmann und Politiker
- Peter Wieland (1930–2020), deutscher Musical- und Schlagersänger
- Philipp Wieland (1863–1949), deutscher Politiker (NLP; DDP)
- Philipp Jakob Wieland (1793–1873), Industriepionier und Gründer der Wieland-Werke

### R
- Rainer Wieland (* 1957), deutscher Politiker (CDU/Europäische Volkspartei) und Rechtsanwalt
- Rainer Wieland (Autor) (* 1968), deutscher Autor
- Ralf Wieland (* 1956), deutscher Politiker (SPD)
- Rayk Wieland (* 1965), deutscher Autor, Journalist und Redakteur
- Renate Wieland (1935–2017), deutsche Philosophin, Musikpädagogin und Musikwissenschaftlerin
- Roswitha Wieland (* 1983), österreichische Tänzerin
- Rudolf Wieland (* 1951), deutscher Ingenieur und Manager

### S
- Simon Wieland (* 2000), Schweizer Speerwerfer
- Stefan Wieland (* 1961), deutscher Schauspieler
- Stefan Wieland (Leichtathlet) (* 1998), Schweier Kugelstoßer
- Sylvia Wieland (* 1963), deutsche Sängerin und Schauspielerin

### T
- Theodor Wieland (1913–1995), deutscher Chemiker
- Therese Wieland (* 1938), deutsche Lehrerin
- Thomas Wieland (1960–2025), deutscher Pharmakologe und Hochschullehrer

### U
- Ulrich Wieland (1902–1934), deutscher Bergsteiger und Alpinpionier
- Ulrike Wieland (* 1961), deutsche Medizinerin und Virologin
- Ursula Wieland (* um 1950), deutsche Kunstwissenschaftlerin und Malerin
- Ute Wieland (* 1957), deutsche Regisseurin und Drehbuchautorin

### V
- Volker Wieland (* 1966), deutscher Wirtschaftswissenschaftler

### W
- Walter Wieland (* 1946), deutscher Boxer
- Werner Wieland (1910–1984), deutscher Schauspieler und Hörspielregisseur
- Werner Wieland (Fußballspieler) (* 1928), deutscher Fußballspieler
- Willy Müller-Wieland (1891–nach 1957), deutscher Versicherungsmanager und Verbandsfunktionär
- Wolf F. Wieland (* 1948), deutscher Urologe und Gynäkologe, Hochschullehrer und Klinikleiter
- Wolfgang Wieland (Philosoph) (1933–2015), deutscher Philosoph
- Wolfgang Wieland (1948–2023), deutscher Politiker (Bündnis 90/Die Grünen)

## Unternehmen
- Wieland Electric
- Wieland Verlag
- Wieland-Werke AG